# Іваново (Русенська область)
Іва́ново (болг. Иваново) — село в Русенській області Болгарії. Адміністративний центр общини Іваново.

## Населення
За даними перепису населення 2011 року у селі проживали 818 осіб.
Національний склад населення села:
| Національність   | Кількість осіб | Відсоток |
| ---------------- | -------------- | -------- |
| болгари          | 675            | 90,8%    |
| цигани           | 66             | 8,9%     |
| турки            | 0              | 0%       |
| Всього відповіли | 743            |          |

Розподіл населення за віком у 2011 році:
Динаміка населення: